# Nuugaatsiaq
Nuugaatsiaq är en grönländsk övergiven bygd på en ö med samma namn i Qaasuitsup kommun. Den ligger omkring tio mil norr om staden Uummannaq, och cirka 35 kilometer nordost om Illorsuit. 2014 fanns 84 invånare i bygden, där fiske (mindre hälleflundra) är en viktig näring. 
Bygden har butik, servicehus, sjukstuga och församlingshus. Det finns även en plats för handel med och förarbetning av mindre hälleflundra. 
Den 17 juni 2017 orsakade en megatsunami fyra personers död och svåra skador på många byggnader. Megatsunamin orsakades av ett enormt jordskred som i sin tur registrerades som seismisk aktivitet (likt det av en jordbävning), men ingen tektonisk aktivitet registrerades efter senare analys. Tidigare teori var att en jordbävning utlöste det stora jordskredet.